# Херман Болхар
Херман Болхар (хол. Herman Bolhaar; рођен 1955) био је национални известилац о трговини људима, посебно женама и децом, у Холандији од 1. фебруара 2018. до 2022. године.

## Биографија
Рођен је 1955. године у Ереу. Радио је као главни јавни тужилац у Амстердаму и директор јавног тужилаштва од 2008. до 2011. и виши сарадник Центра за демократско управљање и иновације Аш од 1. јуна 2011. до 1. јуна 2017. на Универзитету Харвард. Као директор јавног тужилаштва био је укључен у борбу против трговине људима. Председавао је Радном групом за борбу против трговине људима коју су чинили полиција, државно тужилаштво, општине, инспекторат за социјална питања и запошљавање и служба за имиграцију и натурализацију.
Радио је као национални известилац за трговину људима и сексуално насиље над децом у Холандији, од 1. фебруара 2018. до 2022. Израдио је јуна 2018. извештај о монитору жртава сексуалног насиља над децом. Докази показују да су жртве сексуалне експлоатације углавном жене и деца. У Европи је откривено да су жене подвргнуте озбиљним облицима злостављања, као што је физичко или сексуално насиље, који утичу на њихово физичко и ментално здравље. Доказано је да 85% девојчица, које бораве у затвореним установама за младе, прима помоћ за сексуално насиље.